# Häfen Haldensleben
Die Häfen Haldensleben bestehen aus vier Länden, zwei Hafenbecken, einer Baustelle und einem Yachthafen auf dem Gebiet der Stadt Haldensleben im Landkreis Börde, Sachsen-Anhalt.

## Geographie
Die Häfen befinden sich an acht räumlich getrennten Standorten an der Bundeswasserstraße Mittellandkanal (MLK) auf einer Höhe von 56 m ü. NN.
| Lage: Gewässer – km | Hafen:   | Beschreibung                           | Kailänge                                 | Ausstattung |
| ------------------- | -------- | -------------------------------------- | ---------------------------------------- | --- |
| MLK 300,4 Süd       | Lände ⊙  | Kanalhafen                             | 565 m, gespundet                         | 2 Portalkräne, Umschlagseinrichtungen für Schüttgüter, Flurförderzeuge, Pumpen, Silos, Hallen- und Freilagerflächen, Liegeplätze für die Berufsschifffahrt mit Ver- und Entsorgungsmöglichkeiten, Wendebucht für Großmotorgüterschiffe bis zu 110 m Länge |
| MLK 303,4 Nord      | Lände ⊙  | Lände Zollstraße                       | 150 m, geböscht                          | Liege- und Warteplatz, Anleger für die Personenschifffahrt, öffentliche Parkplätze |
| MLK 303,6 Nord      | Lände ⊙  | „neuer“ Stadthafen                     | 300 m, gespundet                         | Portalkran 45 t, Förderband, Trockenumschlagsplatz, Lagerhalle 20.000 t, Freilagerfläche 20.000 m², Bahnanschluss auf den Pier |
| MLK 303,7 Süd       | Marina ⊙ | Yachthafen Haldensleben                | 60 m, Kaimauer + 90 × 30 m Hafenbecken   | Niederkai (Kanuverein), Bootshaus sowie öffentliche Slipstelle 40 Wasserliegeplätze (Yachtclub), Wasser, Strom, Abwasser, Sanitär, Grillplatz |
| MLK 303,8 Süd       | Hafen ⊙  | WSA-Hafen                              | 160 m, gespundet                         | Betriebshafen des Wasserstraßen- und Schifffahrtsamt Uelzen, ASt. Haldensleben, Strom, Wasser, Freillagerfläche für Betriebsmittel |
| MLK 304,2 Nord      | Hafen ⊙  | „alter“ Stadthafen / Containerterminal | 300 m, gespundet + 2 × 150 m Außenländen | Portalkran 10 t, Reach-Stacker, Trockenumschlagplatz, Flurförderzeuge, je 10.000 m² Hallen- und Freilagerflächen, Liegeplätze mit Ver- und Entsorgungsmöglichkeiten, Bahnanschluss zweizügig direkt auf den Pier                                          |
| MLK 304,8 Süd       | Hafen ⊙  | Südhafen                               | 330m gespundet                           | Freilagerflächen, Schwerlastkran Liebherr LS 1750, mobiler Umschlagbagger Sennebogen 840, Radlader CAT 962, Gabelstapler |
| MLK 306,8 Süd       | Lände ⊙  | Liegelände Wedringen                   | 3.000 m, gespundet                       | Liegeplätze für die Berufsschifffahrt, Wendebucht für Schubverbände bis 150 m Länge, Gastronomie, öffentliche Slipstelle |

- Karte mit allen Koordinaten:
- OSM |
- WikiMap

## Geschichte
In den Jahren 1934 bis 1938 wurde das Teilstück des Mittellandkanales von Wolfsburg in Richtung Magdeburg gebaut. Im Januar 1938 ging der Stadthafen provisorisch in den (Sack-)Betrieb. Für einige Monate war er der Endhafen des Kanales von Westen her. Von Anfang an war er mit Bahnanschlüssen direkt auf den Piers ausgestattet, die an die Bahnstrecken nach Weferlingen und Gardelegen anschlossen. Der elektrisch betriebene Kran hatte eine Tragfähigkeit von 5 t bei einer Ausladung von 24 m, sodass er zwei nebeneinander im Päckchen liegende Frachtschiffe gleichzeitig laden oder löschen konnte. Es war damals bereits ein trimodaler Verkehr Schiff/Schiene/Straße möglich. Der Betrieb der Anlagen oblag der Münsterschen Schifffahrts- und Lagerhaus AG und bereits im Juli 1938 waren über 40.000 t Güterumschlag erzielt. Umgeschlagen wurden hauptsächlich Rohstoffe, Forst- und Agrarerzeugnisse, Brenn- und Baustoffe. Im Herbst 1938 erfolgte schließlich der Durchstich zur Elbe hin und die Transportmengen stiegen stark an. Nach dem Ausbruch des Zweiten Weltkrieges profitierte der Hafen durch eine weitere Steigerung der Umschlagsmengen, die ab 1942 auf hohem Niveau stagnierten, als der Weiterbau des Kanales östlich von Magdeburg kriegsbedingt zum Erliegen kam.
Im April 1945 wurden die Anlagen von amerikanischen und britischen Truppen besetzt und am 1. Juli 1945 an die sowjetischen Besatzungstruppen übergeben. Mit der Gründung der Deutschen Demokratischen Republik kam es ab 1949 zu weitreichenden gesellschaftlichen Umstrukturierungen und Verwaltungsreformen. Der Betrieb wurde verstaatlicht und umgeschlagen wurden hauptsächlich die Erzeugnisse der forciert zu großen genossenschaftlichen Kombinaten hin entwickelten „Volkseigenen Betrieben“ der Land- und Bauwirtschaft. Aufgrund eines deutsch-deutschen Transitabkommens von 1971 wurde der Mittellandkanal ab 1976 allmählich für Europaschiffe ausgebaut. 1975 wurde für die VoPo-Abtlg. Wasserschutzpolizei ein eigener kleiner Hafen gegenüber dem Stadthafen gebaut.
Erst nach der Wende wurde, nach weiteren Ausbau- und Ertüchtigungsarbeiten, auch das Befahren mit Großmotorgüterschiffen und Schubverbänden bis zu 185 m Länge möglich. Die Hafenanlagen wurden in den 1990er Jahren modernisiert, 1993 kamen im Stadthafen leistungsfähigere Umschlags-, Lager- und Siloeinrichtungen hinzu.
1998 ging der neue Stadthafen in Betrieb, in den 2000er Jahren wurden die Liegeländen bei Wedringen gebaut und es siedelte sich weiteres Gewerbe an. Seit 2003 entwickelt sich für die Sport- und Freizeitschifffahrt der Yachthafen Haldensleben mit eigens angepasster Infrastruktur. 2011 wurde mit dem Bau des zusätzlichen Südhafens begonnen.

## Gewerbe und Infrastruktur
An der Lände Kanalhafen stehen zwei Portaldrehkräne mit jeweils 12,5 Tonnen Tragkraft, Förderbänder und Umschlagseinrichtungen für Schüttgüter zur Verladung von LKW auf Schiffe, eine Getreidelagerhalle mit einem Fassungsvermögen von 25.000 Tonnen, drei Lagerhallen für Dünge- und Futtermittel, sechs Silos und 35.000 m² Freilagerfläche zur Verfügung. Drei Schiffe können dort gleichzeitig abgefertigt werden und zwei weitere stillliegen. Der dortige Betreiber ist die Umschlags- und Hafenbetriebs GmbH Haldensleben (UHH).
Die Lände Zollstraße nutzt heutzutage, wegen ihrer Stadtnähe, hauptsächlich die Fahrgastschifffahrt als Anlegestelle.
Am neuen Stadthafen gibt es einen 45 t Portalkran, Bahnanschluss auf den Pier und einen überdachten Trockenumschlagplatz. Zwei Schiffe können dort gleichzeitig abgefertigt werden.
Der alte Stadthafen bietet ebenfalls Bahnanschluss und einen Trockenumschlagsplatz mit Fördermitteln für Schüttgüter. Ein 10 t-Mobilkran ermöglicht dort auch eine S/S/S Containerverladung. Weiterhin gibt es eine Lagerhalle für 10.000 t Massengüter, 10.000 m² Freilagerflächen sowie eine Waggonverholanlage.
Der Südhafen ist seit 2013 in Betrieb. Hier entstanden 40.000 m² Freilagerfläche, eine Umschlagplatz für Schwerlast bis 260t, zwei 60t LKW Waagen.
Die Liegelände Wedringen besitzt keine Umschlags-, Ver- oder Entsorgungsmöglichkeiten. Bis zu zwei Dutzend Schiffe können dort stillliegen oder wenden. Nördlich hat sich Gastronomie angesiedelt und für Kleinfahrzeuge besteht eine öffentliche Slipstelle.
Seit 1997 hat sich der jährliche Güterumschlag in Haldensleben von 0,94 auf 1,8 Mio t fast verdoppelt. Es werden hauptsächlich Baustoffe, Agrarprodukte sowie Futter- und Düngemittel im trimodalen Verkehr Schiff/Schiene/Straße umgeschlagen.

## Verkehr
Gemeindestraßen erschließen alle Hafenteile zu der L 24, der Bundesstraße 245 und der Bundesstraße 71 hin.
Bahnanschlüsse bestehen nur im alten und am neuen Stadthafen bis direkt auf die Piers; alle anderen Hafenteile sind bisher für den Bahnverkehr nicht erschlossen.